# Glyphodes anomala
Glyphodes anomala là một loài bướm đêm trong họ Crambidae.